# Inaba Masami
Inaba Masami est un nom japonais traditionnel ; le nom de famille (ou le nom d'école), Inaba , précède donc le prénom (ou le nom d'artiste).
Inaba Masami (稲葉 正巳, 15 novembre 1815-16 septembre 1879) est un daimyō du domaine de Tateyama à la fin de l'époque d'Edo du Japon.

## Biographie
Inaba Masami est le fils aîné d'Inaba Masamori, précédent daimyo du domaine de Tateyama. À la mort de son père en 1820, il lui succède à la tête du clan Tateyama Inaba et occupe la position de daimyō de Tateyama. En 1862, il est nommé wakadoshiyori dans l'administration du shogunat Tokugawa sous le shogun Tokugawa Iemochi. Il démissionne de cette fonction temporairement en 1864 et reçoit des instructions pour renforcer les défenses navales du Japon contre les incursions de plus en plus agressives des navires noirs étrangers et appuie les efforts de Katsu Kaishū pour créer le centre d'entraînement naval de Kōbe. Il est reconduit dans ses fonctions en tant que wakadoshiyori en 1865 et accède à la position de rōjū, commissaire de l'armée et amiral de la flotte de la Marine sous le shogun Tokugawa Yoshinobu. Il occupe ces fonctions jusqu'en 1868. Cependant, avec le début de la guerre de Boshin, il refuse de jouer un rôle actif contre l'alliance Satchō et se retire au château de Tateyama après avoir transmis le domaine à son fils Inaba Masayoshi.
Inaba Masami est marié à une fille de Suwa Tadamichi, daimyō du domaine de Suwa dans la province de Shinano.

## Source de la traduction
- (en) Cet article est partiellement ou en totalité issu de l’article de Wikipédia en anglais intitulé « Inaba Masami » (voir la liste des auteurs).